# Ablerus longfellowi
Ablerus longfellowi är en stekelart som beskrevs av Girault 1913. Ablerus longfellowi ingår i släktet Ablerus och familjen växtlussteklar. Inga underarter finns listade i Catalogue of Life.